# لوزامي
لوزامي بلدية (بالإسبانية: Lousame)‏، وهي إحدى بلديات مقاطعة لا كرونيا إحدى مقاطعات إسبانيا، والتي تقع في منطقة جليقية شمال غرب إسبانيا.
يبلغ عدد سكانها 4.035 نسمة وفقاً لإحصائية سنة (2002).